# Phyllonorycter junoniella
Phyllonorycter junoniella là một loài bướm đêm thuộc họ Gracillariidae. Nó được tìm thấy ở khắp châu Âu, ngoại trừ Ireland, bán đảo Iberia và bán đảo Balkan.
Sải cánh dài 7–8 mm. Có hai lứa trưởng thành một năm, con trưởng thành bay vào tháng 6 và tháng 7 và sau đó một lần nữa vào mùa thu.
Ấu trùng ăn Vaccinium vitis-idaea. Chúng ăn lá nơi chúng làm tổ.